# 2-甲基-5-乙基吡啶
2-甲基-5-乙基吡啶是一种有机化合物，化学式为(C2H5)(CH3)C5H3N，是无色液体，可用于制备烟酸。它可由2-甲基-5-乙基哌啶的脱氢反应制得。甲醛和氨的反应也能制得2-甲基-5-乙基吡啶。它和高锰酸钾在碱性溶液中氧化，可以得到2,5-吡啶二甲酸等产物；它在冰乙酸中被过氧化氢氧化，得到2-甲基-5-乙基吡啶-N-氧化物。